# Человница
Человница (Чаловница) — опустевшая нежилая деревня в Себежском районе Псковской области России. Входит в состав Красноармейской волости.

## География
Находится на юго-западе региона, в восточной части района, в пределах Прибалтийской низменности, в зоне хвойно-широколиственных лесов, на берегу реки Великая, возле озера Пушное.

## История
В 1941—1944 гг. местность находилась под фашистской оккупацией войсками Гитлеровской Германии.

## Население
| 2001 | 2002 | 2010 |
| ---- | ---- | ---- |
| 0    | →0   | →0   |

## Инфраструктура
Было личное подсобное хозяйство.

## Транспорт
Просёлочная дорога.